# Wampsville
Wampsville és una vila i seu del Comtat de Madison (Nova York) dels Estats Units d'Amèrica.

## Demografia
Segons el cens dels Estats Units del 2000 Wampsville tenia 561 habitants, 204 habitatges, i 147 famílies. La densitat de població era de 214,5 habitants per km².
Dels 204 habitatges en un 38,2% hi vivien nens de menys de 18 anys, en un 60,8% hi vivien parelles casades, en un 8,8% dones solteres, i en un 27,5% no eren unitats familiars. En el 20,1% dels habitatges hi vivien persones soles el 10,8% de les quals corresponia a persones de 65 anys o més que vivien soles. El nombre mitjà de persones vivint en cada habitatge era de 2,75 i el nombre mitjà de persones que vivien en cada família era de 3,22.
Per edats la població es repartia de la següent manera: un 31,6% tenia menys de 18 anys, un 5,9% entre 18 i 24, un 30,8% entre 25 i 44, un 19,4% de 45 a 60 i un 12,3% 65 anys o més.
L'edat mediana era de 35 anys. Per cada 100 dones de 18 o més anys hi havia 93 homes.
La renda mediana per habitatge era de 39.063 $ i la renda mediana per família de 42.679 $. Els homes tenien una renda mediana de 35.809 $ mentre que les dones 25.938 $. La renda per capita de la població era de 16.636 $. Entorn del 5,4% de les famílies i el 4,3% de la població estaven per davall del llindar de pobresa.